# Eurycyde depressa
Eurycyde depressa är en havsspindelart som beskrevs av Child, C.A. 1995. Eurycyde depressa ingår i släktet Eurycyde och familjen Ammotheidae. Inga underarter finns listade i Catalogue of Life.